# سالم أحمد بامطرف
سالم أحمد بامطرف هو شاعر يمني. ولد عام 1943 في منطقة غيل باوزير في محافظة حضرموت. عمل بسلك التدريس. اشتهر بقصائده الوطنية الساخرة من الأوضاع الاجتماعية في ظل الإستعمار البريطاني. له العديد من الأغاني بالعربية الفصحى والقصائد الوطنية الاجتماعية والرياضية والموضوعية. من مؤسسي فرقة الاحتواء الموسيقية في غيل باوزير عام 1969 وفرقة 22 مايو عدل اسمها لاحقاً إلى فرقة الفلاح الموسيقية. ارتبط بجمعان أحمد بامطرف الذي لحن له معظم قصائده. له ديوان شعر مطبوع بعنوان «موجة الليل».
غنى له مطرب القرن ابوبكر سالم اغنيتين من أجمل الاغاني
في كل ليلة الحان سعيد باسنبل عام 2000
قالولي الحان جمعان بامطرف 2010